# Quentin Bryce

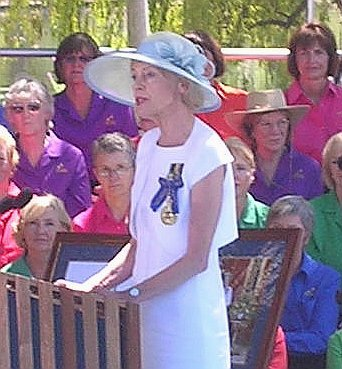
Quentin Bryce

Quentin Bryce AD CVO (Brisbane, Queensland, 23 de desembre de 1942) és una política australiana que fou Governador general d'Austràlia entre el 2008 i el 2014 i governadora de Queensland entre el 2003 i el 2008. Va néixer a Brisbane, com Quentin Strachan. Va viure els primers anys de la seva vida a Ilfracombe (Queensland) i va viure també a diverses altres ciutats d'Austràlia. Va estudiar a la Universitat de Queensland, on es va llicenciar en dret.
El 1978 va crear el nou National Women's Advisory Council. Va tenir diversos càrrecs, com el de primera directora del Queensland Women's Informations Service, la directora de Queensland del Human Rights and Equal Opportunity Commission i de la Sex Discrimination Commissioner federal el 1988. El 2003 va ser declarada Dama de l'orde honorífic de cavalleria Venerable Orde de Sant Joan de Jerusalem, de la qual ja n'era oficial el 1988.
Bryce passà a ser la governadora de Queensland el 2003. El 2008 es convertí en la Governadora General d'Austràlia.

## Honors
- 1988 - Oficiala de l'Orde d'Austràlia. Pel servei a la comunitat, sobretot a les dones i els nens.
- 2000 - Australian Sports Medal per servei al cricket femení.
- 2003 - Companion de l'Orde d'Austràlia
- 2003 - Dama de la Venerable Orde de Sant Joan de Jerusalem